# Кафтанат, Михаил Иванович
Михаил Иванович Кафтанат (5 мая 1946, Кишинёв — 8 сентября 2014) — артист балета, педагог балета, балетмейстер, Народный артист Молдавской ССР (1974), Герой Труда Вьетнама (1985).

## Биография
Родился 5 мая 1946 года в Кишинёве, в семье Кафтанат Ивана Васильевича и Кафтанат Лидии Ивановны. Семья Михаила была музыкальной, отец-музыкант, мама- работала в музыкальной школе имени Е.Коки. Музыкальная династия Кафтанат всегда была хорошо известна в Молдове.
В семь лет родители определили сына в музыкальную школу. Он занимался игрой на фортепьяно с известным кишиневском педагогом Орестом Тарасенко. Музыка завораживала юного Михаила и стала занимать в его жизни весьма важное место.
Когда ему исполнилось 12 лет, в республику приехала комиссия из Московского Академического хореографического училища Большого театра для отбора детей на учёбу. Михаилу предстояла судьбоносная встреча.
В то время отец Михаила работал инспектором в Министерстве культуры. Живя напротив филармонии, в которой расположилась комиссия, Михаил увязался за отцом на встречу. Возглавляла комиссию известный хореограф Лидия Рафаилова. Увидев Михаила, хореограф попросила его подойти поближе. «Этого мальчика надо обязательно взять на учёбу»,- сказала она.
Последнее слово было за родителями. В конце концов, они решили, что сын уже достаточно взрослый, чтобы самому сделать свой выбор. Двенадцатилетний мальчик выбрал хореографию и никогда об этом не жалел.
Учился Михаил у выдающихся педагогов- Евгении Лапчинской и Леонида Жданова. В старших классах его наставником стал Асаф Месерер, с которым он готовил выпускной экзамен. Во время учёбы со своими одноклассниками принимал участие в спектаклях Большого Театра, а также Театра имени К. Станиславского и В. Немировича- Данченко.
|  |

На выпускном спектакле Кафтанат станцевал па-де-де из балета «Щелкунчик». В московской прессе после этого выступления молодого Кафтаната окрестили будущим ведущим классическим танцовщиком.
По окончании, Кафтанату поступило приглашение из Большого Театра, но в прославленном коллективе молодому танцовщику работать не пришлось…
В Москву в то время приехал Петр Дариенко, министр культуры республики Молдова. Министру очень захотелось заполучить Кафтаната в молдавский театр. После разговора по душам, в котором Михаилу отводилась роль едва ли не спасителя молдавского хореографического искусства, Кафтанат вылетел в Кишинев. В Кишиневе ему предстояло присоединиться к таким великолепным танцовщикам как Владимир Тихонов, Виталий Поклитару, Герман Янсон, Петр Леонарди.
Так и началась яркая карьера Кафтаната в молдавском театре. В течение 15 лет напряженной работы на сцене Михаил станцевал все ведущие партии.
В 1980 году Кафтанат исчез на долгие пять лет из родного театра. Ходили упорные слухи о том, что он все-таки согласился на лакомые предложения других театров. На самом деле, он поехал в Ханой (Вьетнам) для того, чтобы помочь в восстановлении вьетнамского балета, который был практически уничтожен за годы многолетней войны. За эти пять лет Кафтанату и его коллегам удалось поставить балет «Жизель» и др. В эту командировку Михаил уезжал народным артистом МССР, а вернулся ещё и Героем Труда Вьетнама.
21 апреля 1996 года Михаил Кафтанат в последний раз вышел на сцену как солист балета, исполнив партию Спартака в одноименном балете.
С девяностых годов Михаил Кафтанат руководил кафедрой хореографии Института искусств в Кишиневе и исполнял роль главного балетмейстера Национального Театра Оперы и Балета (сегодня- имени М. Биешу). Проработав на кафедре десять лет, он решил покинуть её, посвятив себя театру.
Вспоминая в одном из интервью работу на кафедре, Михаил Кафтанат отметил, что педагоги не должны нацеливать будущих танцовщиков на ведущую роль в театре. Физическая и эмоциональная нагрузка при таком подходе «поломала» немало молодых и малоопытных учеников. С этим Кафтанат никак не мог смириться.
За всю свою карьеру Кафтанат очень много гастролировал. С начала в роли танцовщика, он объездил со спектаклями и концертами пол мира в составе Большого театра (Венгрия, Польша, Германия, Япония, Италия, Греция, Турция, Сирия, Иордания, и др.). В то время там работали его коллеги: Юрий Григорович, Наталья Бессмертнова, Владимир Васильев, Михаил Лавровский, Екатерина Максимова.
Позднее он объездил множество стран в качестве главного репетитора кафедры хореографии и в роли главного балетмейстера с труппой молдавского театра. Маэстро разных стран оценивали высокий уровень молдавских танцовщиков. В прессе появлялась исключительно положительная критика. Кафтанат всегда подчеркивал, что контакты с иностранными коллегами способствуют обогащению искусства обеих сторон.
Михаил Кафтанат посвятил театру более 45 лет. На его веку в театре поменялось достаточно много директоров. Не раз маэстро приходилось сталкиваться с людьми, далекими от искусства, которые пытались отдалить его от театра. Так же не раз ему приходилось восстанавливать балетную трупу и репертуар театра.
И все таки, Кафтанат никогда не пожалел о своем выборе. «Хореография- моя жизнь»,- признался в одном из интервью маэстро.

## Партии в спектаклях
- Зигфрид в «Лебедином озере» П. И. Чайковского
- Альберт в балете «Жизель»
- Спартак в одноименном балете
- Дезире в «Спящей красавице»
- Хулиган в «Барышне и Хулигане»
- Принц в «Щелкунчике»
- Данила в «Каменном цветке»
- Франц в «Коппелии»
- Колен в балете «Тщетная предосторожность»
- Вацлав в «Бахчисарайском фонтане»
- Антоний в балете «Антоний и Клеопатра»
- Базиль в «Дон Кихоте»
- Аральд в «Сломанном мече»
- Принц в балете «Золушка»
- Франдосо в балете «Пламя Парижа»

## Звания и награды
- Заслуженный артист Молдавской ССР (1970)[2]
- Народный артист Молдавскрй ССР (1974)
- Герой Труда Вьетнама (1985)[2][1]